# Estació meteorològica de la central nuclear Vandellòs 1
L'Estació meteorològica de la central nuclear Vandellòs 1 és una obra de Vandellòs i l'Hospitalet de l'Infant (Baix Camp) protegida com a Bé Cultural d'Interès Local.

## Descripció
Dissenyada per l'arquitecte Antonio Bonet Castellana, és juntament amb la centraleta telefònica, un edifici de la família del pavelló de vigilants i la glorieta mirador a l'Alboreto Lussich de Punta Ballena, Uruguai, construït l'any 1946, recorden també la forma de closca de mol·lusc, o potser en aquest cas, un iglú. Es presenta com un element compacte, format per una superfície de formigó armat recobert de trencadís ceràmic de color groc, aquesta solució constructiva es va utilitzar posteriorment als porxos de la casa Balañá a Sant Vicenç de Montalt entre els anys 1976-1978 i també a les cobertes del centre sanitari i de recuperació de la de la Mútua metal·lúrgica de Cabrils, construïda entre els anys 1973-1980. (J.F. Ródenas)